# Сельское поселение «Биликтуйское»
Се́льское поселе́ние «Биликтуйское» — муниципальное образование в Борзинском районе Забайкальского края Российской Федерации.
Административный центр — село Биликтуй.

## История
Статус и границы сельского поселения установлены Законом Читинской области от 19 мая 2004 года «Об установлении границ, наименований вновь образованных муниципальных образований и наделении их статусом сельского, городского поселения в Читинской области».

## Население
| 2010 | 2011 | 2012 | 2013 | 2014 | 2015 | 2016 |
| ---- | ---- | ---- | ---- | ---- | ---- | ---- |
| 295  | ↘292 | ↘277 | ↘275 | ↘270 | ↘266 | ↘251 |
| 2017 | 2018 | 2019 | 2020 | 2021 |      |      |
| ↘246 | ↘237 | ↘222 | ↘214 | ↘174 |      |      |

## Состав сельского поселения
| № | Населённый пункт | Тип населённого пункта       | Население |
| - | ---------------- | ---------------------------- | --------- |
| 1 | Биликтуй         | село, административный центр | ↘174      |